# Тенарунга

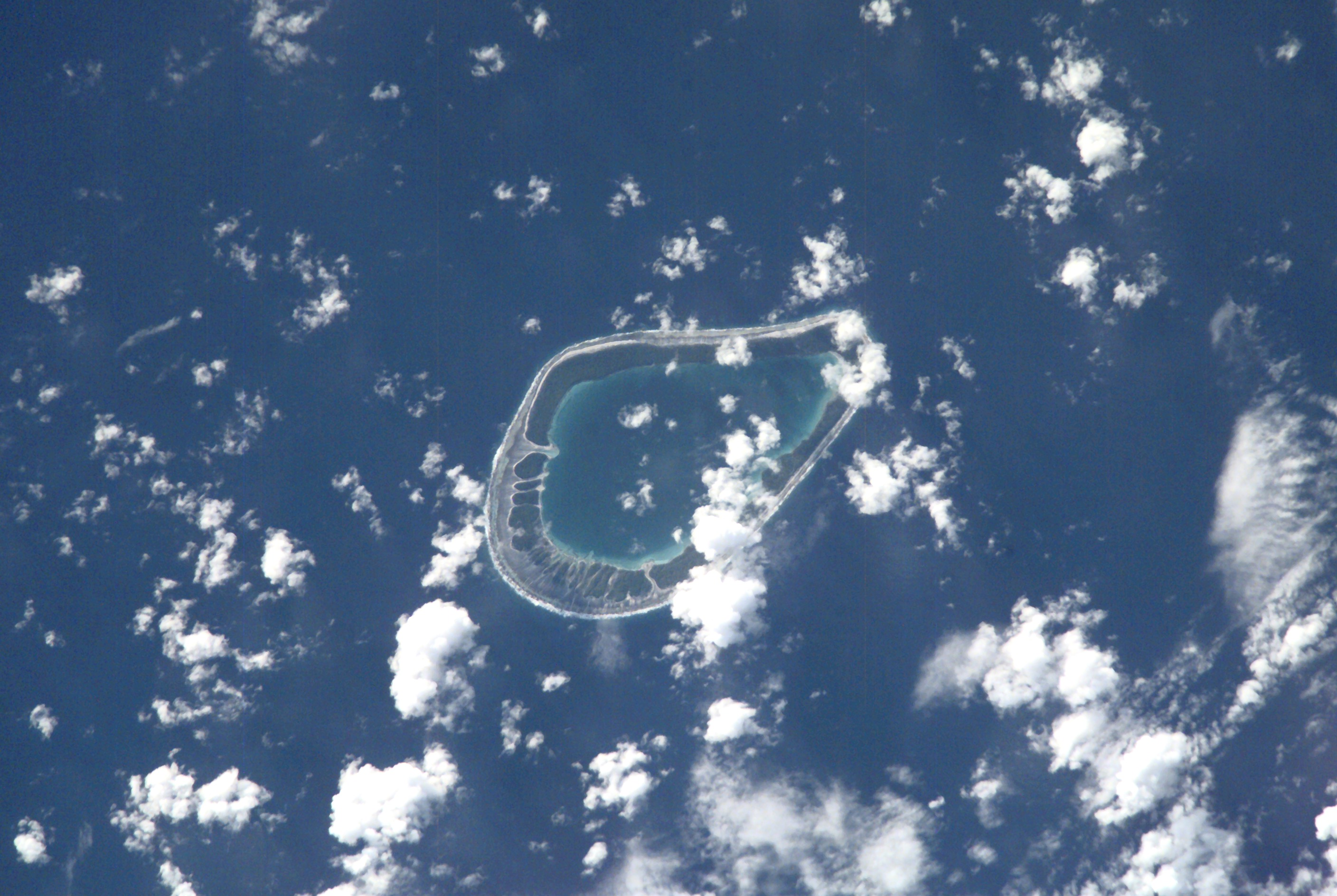
Космический снимок атолла.

Тенарунга (фр. Tenarunga) — атолл в архипелаге Туамоту (Французская Полинезия) в группе островов Актеон.

## География
Расположен в 225 км от острова Мангарева.

## История
Атолл был открыт в 1606 году испанским мореплавателем родом из Португалии Педро Фернандесом Киросом.

## Население
В 2007 году Тенарунга был необитаем, хотя остров время от времени посещали жители других атоллов.

## Административное деление
Административно входит в состав коммуны Гамбье.